# Echinopodium villaricaense
Echinopodium villaricaense är en tvåvingeart som beskrevs av Duret 1976. Echinopodium villaricaense ingår i släktet Echinopodium och familjen svampmyggor. Inga underarter finns listade i Catalogue of Life.